# David Walker (Journalist)
David Edward Walker (* 21. Mai 1941 in Edgewater (New Jersey)) ist ein US-amerikanischer Journalist und Nachrichtensprecher.
Walker begann bei WESH-TV in Orlando (Florida). Dann ging er nach Sacramento um in den 1970er Jahren bei KOVR und KCRA zu arbeiten. Im Jahre 1980, nach seiner Hochzeit mit Lois Hart im Jahre 1979 gingen sie beide zu CNN, um am 1. Juni 1980 die allerersten Nachrichten des Senders zu präsentieren. 1989 ging Walker zu CNBC. 1990 entschieden sich Walker und Hart wieder zurück nach Sacramento zu KCRA 3 zu gehen, wo sie die Abendnachrichten bis 2008 moderierten.
Am 26. November 2008 gingen Walker und Hart bei KCRA in den Ruhestand.